# Nalivno pero
Nalivno pero (krajše nalívnik) je pisalo s kovinsko konico, ki se napaja s črnilom iz rezervoarja.
Njegovi predhodniki so pero in kovinske konice, ki jih je potrebno sproti namakati. Ni delo enega samega izumitelja, ampak je na njegov izum in izboljšave vplivala cela vrsta ljudi. 
Danes je nalivnik nišni oziroma luksuzni izdelek. 

## Delovanje in vzdrževanje
Med konico in predelom s črnilom je več kanalov. Eden ali več jih dovaja črnilo, drugi z dovajanjem zraka vzdržujejo tlak v predelu s črnilom in tako preprečujejo iztekanje. Med pisanjem zrak prihaja skozi odprtine v konici, zračni mehur prehaja iz zračnega kanala v predel s črnilom ter tako zmanjšuje pritisk in omogoča pretok črnila. Motnja tega procesa, na katerega vplivata temperatura in pritisk, povzroči izlitje črnila in packe na papirju. Pretok črnila v konico omogočata gravitacija in kapilarnost. Rebra krme pomagajo uravnavati tok črnila. Krme iz ebonita težje vzdržujejo temperaturo za razliko od sodobnih plastičnih, zaradi česar je črnilo iz starih nalivnikov iz ebonita bolj tekoče.
Sled črnila pri pisanju z nalivnikom je enotnejša od sledi pisanja s kemičnim svinčnikom, ki na sredini vsebuje belo črto, ki jo pušča predel kroglice, le delno namazan s črnilom. Nalivnik za razliko od ostalih pisal med pisanjem ne zahteva posebnega pritiska.
Črnilo za nalivnik je raztopina barvil na vodni osnovi. Tuš, ki je pigmentiran, zamaši nalivnik in ga ni mogoče odstraniti. Tuš na vodni osnovi je neprimeren zaradi dodatkov, kot so želatina in šelak. Pri črnilu za nalivnik ni izključena možnost obarjanja pri nižjih temperaturah in posledične zamašitve. Nalivnik se spira z vodo sobne temperature, saj vroča voda poškoduje dele nalivnika.

## Oblikovanje
Do 20. letih 20. stoletja so bili nalivniki v glavnem narejeni iz ebonita, ki so ga popolnoma opustili šele nekaj desetletij kasneje.

### Polnjenje
Poleg nalivnikov z bombicami obstaja več tipov nalivnikov, ki se polnejo iz stekleničke. So boljša izbira z vidika čiščenja, zmanjševanja števila odpadkov in možnosti mešanja poljubnih barvnih odtenkov. Največ črnila sprejmejo nalivniki, ki se polnejo s pipeto. Sheaffer je proizvajal nalivnike s cevjo, ki se spusti iz krme z vrtenjem slepega pokrovčka in avtomatsko potegne črnilo med potopom.

#### Bombice
Poleg cenejših strandardnih bombic obstajajo tiste, namenjene uporabi v peresih znamk, ki ne omogočajo uporabe standardnih. Uporaba neprimerne bombice povzroči puščanje črnila in okvaro nalivnika.

### Konica
Reža spravi črnilo do konca konice. Na vrhu reže je luknjica, ki omogoča pretok zraka. Cenejši nalivniki imajo konice iz nerjavečega jekla. Dražji nalivniki imajo zlate konice. Kljub temu, da se kot material na koncu konice še danes omenja iridij, ta ni več v uporabi pri izdelavi modernih nalivnikov.
- Nalivnik iz ebonita s konverterjem za večkratno poljnjenje.
- Bombice za nalivnik znamk Pilot, Parker in Lamy ter standardna.

## Raba
Na zaton peresa kot orodja za pisanje je vplival razvoj materialov v času industrijske revolucije. Nalivnik je nasledil kovinske konice za namakanje. Ker je kemični svinčnik prevzel vlogo množičnega pisala, so nekatera podjetja začela prodajati nalivnik kot lepo oblikovan in dražji luksuzni izdelek za zahtevne kupce.
Današnji uporabniki nalivnikov so ljubitelji umetnosti ročnega pisanja in kaligrafije ter zbiratelji. Od šolskega leta 2023/2024 francoska vlada ne zahteva uporabe nalivnika v šoli.

## Inovacije, proizvodnja in lastništvo znamk
Lewis Waterman je leta 1884 patentiral nalivnik z izpopolnjenim sistemom izmenjave črnila in zraka ter tako naredil nalivnik za praktičnega in zanesljivega. Poleg njega je za moderen nalivnik zaslužnih veliko inovatorjev, ki so skozi čas prispevali svoje zamisli.
Med letoma 1880 in 1950 so nastala podjetja v ZDA, Veliki Britaniji, Nemčiji, Franciji, Italiji in na Japonskem in nalivniki so se razširili kljub nizki stopnji pismenosti. Med bolj znanimi znamkami nalivnikov so Mont Blanc (Nemčija), Parker (ZDA), Cross (ZDA), Pelikan (Nemčija), Sheaffer (ZDA), Waterman (ZDA), Sailor (Japonska), Aurora (Italija), Lamy (Nemčija), Pilot (Japonska), Scrikss (Turčija), TWSBI (Tajvan) in Jinhao (Kitajska).
Leta 2010 se je proizvodnja znamke Parker iz britanskega Newheavena preselila v francoski Nantes. Cenejše produkte Parker proizvaja na Kitajskem. Francoski Bic je leta 2008 ukinil proizvodnjo znamke Sheaffer v ameriškem Fort Madisonu in jo preselil v svoje tovarne drugod v ZDA, Evropi in na Kitajskem. Pisala Cross so proizvedena na Kitajskem.
Leta 2022 je indijski William Penn kupil Sheaffer. Leta 2024 je bil podjetje Lamy kupljeno s strani japonskega podjetja Mitsubishi Pencil Company.
Nekateri proizvajajo lastne konice. Proizvajata jih še nemška JoWo in Bock.

## Kritike

### Brisalec za črnilo
Leta 2013 je Berlinska fundacija za varstvo narave (nem. Stiftung Naturschutz Berlin) opozorila, da so v brisalcih za črnilo (nem. Tintenkiller) škodljiva topila. Poleg prečrtanja napak je omenila možnost uporabe korekturnih tekočin na vodni osnovi, korekcijskih trakov in valjev. Nemška krovna potrošniška organizacija Verbraucherzentrale je leta 2016 pred začetkom novega šolskega leta staršem namesto brisalca predlagala preprosto črtanje napak.

### Spolni stereotipi pri zasnovi
Obstajajo kritike, da so moški dojemani kot avtentični uporabniki nalivnikov, medtem ko so uporabnice nagovarjane s stereotipnimi predstavami o ženskosti. Moškim so namenjeni nalivniki, ki izražajo profesionalnost ter spominjajo na pretirano velike cigare, falične objekte in strog imidž poslovnežev, medtem ko so nalivniki, namenjeni ženskam, manjši in lažji, spominjajo na telesa z oblinami ter se zdijo otročji. Vintage nalivniki inije Lady Sheaffer Skripsert spominjajo na nakit in tekstilije in se ujemajo s pripadajočimi torbicami. Pelikan Souverän Pink je bil kritiziran zaradi nasičene roza barve, ki spominja na franšize Hello Kitty in Barbie, ter zaradi korzetu podobnega dizajna škatlice.
Kritike je zmotilo tudi, da je uporaba ženskam namenjenih dražjih modelov možni le z bombicami, tudi zato, ker naj bi jih kupovali poznavalci, ne pa novi uporabniki in šolarji. To naj bi kazalo na to, da oblikovalci razumejo moške kot kompetentne, ljubitelje tehnike in uporabnike orodja, ženske pa kot njihovo popolno nasprotje. Nekaterim uporabnicam se je zdelo, da proizvajalci z dragimi omejenimi izdajami, namenjenim moškim, namigujejo na to, da so ženske manj uspešne in revnejše od moških.